# 우포늪
우포늪(牛浦늪, 영어: Upo wetlands)은 경상남도 창녕군 유어면 일원에 위치한 대한민국 최대의 내륙 습지이다.

## 개요
약 1억 4000만 년 전에 생성된 것으로 추정된다. 창녕군 유어·이방·대합·대지면 등 231만m2에 걸쳐 있고, 둘레는 7.5km에 전체 면적은 70만여 평, 가로 2.5km, 세로 1.6km이다. 대한민국 최대의 내륙 습지로 꼽히는 이곳에는 환경부가 멸종위기종으로 지정해 보호하고 있는 가시연꽃 등 340여 종의 식물과 62종의 조류, 28종의 어류가 서식하고 있다.
일제 강점기인 1933년에 천연기념물로 지정되었다. 1962년 문화재보호법이 제정되자 그 해 12월 3일 '창녕 백조 도래지'라는 이름으로 천연기념물 제15호로 지정되었다. 그러나 1973년 7월 19일 찾아드는 철새의 수가 감소한 것을 이유로 천연기념물 지정이 해지되었다. 그러나 우포늪 생물 지리적ㆍ경관적 가치를 다시 평가, 2011년 1월 13일 문화재청은 '창녕 우포늪 천연보호구역'을 국가지정 문화재인 천연기념물 제524호로 재지정했다.

## 서식 생물
- 식물류 : 가시연꽃, 생이가래, 부들, 마름, 줄, 갈대, 억새, 골풀, 부레옥잠 등 480 여종
- 조류 : 따오기, 큰 기러기, 논병아리, 쇠백로, 중대백로, 왜가리, 큰고니, 청둥오리 등 62종
- 어류 : 뱀장어, 피라미, 잉어, 붕어, 메기, 가물치, 버들붕어 등 28종
- 수서곤충류 : 연못하루살이, 왕잠자리, 장구애비, 소금쟁이 등 55종
- 포유류 : 두더지, 족제비, 너구리, 삵 등 12종
- 파충류 : 남생이, 자라, 줄장지뱀, 유혈목이 등 7종
- 양서류 : 무당개구리, 두꺼비, 청개구리, 참개구리, 황소개구리 등 5종
- 패류 : 논우렁이, 물달팽이, 말조개 등 5종[3]

1997년 생태계보전지역 가운데 생태계특별보호구역으로 1998년 3월 2일 람사르 협약에 의한 국제보호습지로 지정되었다.

## 같이 보기
- 대한민국의 지리